# 桑园水库
桑园水库，位于中华人民共和国福建省福鼎市西南部，是赤溪干流上的一座以发电为主的中型水库。水库工程于1992年6月开工，1995年6月第一台机组发电，1996年6月完工。水库总库容7350万立方米，集水面积142平方千米。水库大坝为变厚三心双曲砌石拱坝，坝顶长249.84米，宽5米，最大坝高84.2米。桑园水电站隶属福建闽东电力股份有限公司福鼎发电分公司，装机容量3.75万千瓦，年均发电量1.08亿千瓦时。水库正常蓄水位300.00米，相应水面面积2.72平方千米。